# Amalia de la Vega
Amalia de la Vega Fernández, bürgerlicher Name María Celia Martínez Fernández, (* 19. Januar 1919 in Melo; † 25. August 2000 in Montevideo) war eine uruguayische Sängerin.
Die kreolische Sängerin, zu deren Repertoire Milongas und verschiedene folkloristische Rhythmen gehörten, veröffentlichte mehr als hundert Songs und dutzende Alben auf den Labels Sondor, Antar, Orfeo und Telefunken. Sie nahm eine bedeutende Rolle im Rahmen der rioplatensischen Musik ein. Ihre letzte Ruhestätte fand sie auf dem Friedhof von Buceo in Montevideo, der Stadt, in der sie fast ihr ganzes Leben verbrachte. Im Parque de la Hispanidad erinnert beim Festival de Durazno (Festival Nacional de Folklore) eine Büste an sie.

## Diskografie
- El lazo de canciones (Sondor 33016)
- Amalia la nuestra (Orfeo SULP 90589, 1975)
- Mientras fui dichosa (1975)
- Manos ásperas (Orfeo SULP 90589, 1978)
- Colonia del Sacramento (Orfeo SULP 90622)
- Juana de América (Orfeo 90628, 1980)
- Poetas nativistas orientales (Orfeo SCO 90674, 1982)
- A mi rancho
- Mate amargo (Antar, PLP 5042)
- Señora del folclore